# Sorairo no Organ
Sorairo no Organ (空色の風琴?, Sorairo no fūkin, lett. "L'organo del colore del cielo") è una visual novel giapponese per adulti, primo videogioco sviluppato da THE LOTUS. Il 7 luglio 2005 Princess Soft ha pubblicato la versione per PlayStation 2, dal titolo Sorairo no Organ - REMIX - (空色の風琴 Remix?, Sorairo no fūkin - Remix -).

## Trama
Dopo il funerale dello zio, Tomoya Okuda viene assorbito da uno specchio insieme alla cugina Sarasa, finendo così in un altro mondo. Non trovando la ragazza, comincia ad esplorare l'ambiente che lo circonda alla sua ricerca.

## Personaggi
Tomoya Okuda (奥田友哉?, Okuda Tomoya)
Il protagonista maschile, è il cugino di Sarasa ed è docente in una scuola di preparazione.
Sarasa Kisaragi (如月颯沙?, Kisaragi Sarasa)
La cugina di Tomoya, ha i capelli argento come la madre. Alla morte del padre, un famoso musicista, rimane senza genitori. È una ragazza introversa.
Doppiata da YURIA.
Stella (ステラ?, Sutera)
Una nobile della città di Alcyo, è un personaggio amichevole e si prende cura di Tomoya. È la gemella di Ridira.
Doppiata da Megumi Ogata.
April (エイプリル?, Eipuriru)
Vive in una capanna con Stella.
Doppiata da Marina Ōno.
Floria (フローリア?, Furōria)
Lavora in un negozio di strumenti musicali.
Doppiata da Marina Inoue.
Menum (メナム?, Menamu)
È una ragazza smemorata, e per questo porta con sé un quaderno.
Doppiata da Rumi Shishido.
Millet (ミレット?, Miretto)
È una miko che ha ricevuto la missione di catturare i visitatori indesiderati, tra i quali Tomoya. Ha il potere di attraversare le cose naturali.
Doppiata da Saori Gotō.
Lefeuille (ルフィーユ?, Rufīyu)
Figlia di un capitano, sogna di diventare una ballerina. Agisce prima di pensare.
Doppiata da Kaori Nazuka.

## Colonna sonora
Opening
Trace ~ Hibiki aeru basho (TRACE〜響きあえる場所? lett. Trace ~ Il suono dell'abito), cantata da Hiromi Satō.
Insert song
Kaze ni nosete (風にのせて? lett. Mettere nel vento), cantata da Kanako Itō.
Kujira no kuni no ohimesama (鯨の国のお姫様? lett. La principessa del paese delle balene), cantata da Hiromi Satō.
Ōkina o ribon (大きなおりぼん? lett. Il grande fiocco), cantata da Marina Ōno.
Susume, watashi! (進め、わたし!? lett. Avanti, io!), cantata da yozuka*.
Moshimo yurusa rerunara (もしも許されるなら? lett. Nel caso sia consentito), cantata da YURIA.
Sekai wa fushigi ni afure teru (世界は不思議にあふれてる? lett. Il mondo è pieno di meraviglie), cantata da mayumi.
Aoki tsuki ni (蒼き月に? lett. La luna blu), cantata da YURIA.
Ending
Eternal Melody - Katariau tame ni (ETERNAL MELODY 語り合うために?, Etānaru Merodi - Katariau tame ni), cantata da Hiromi Satō.

## Pubblicazioni
- Sorairo no Organ - First fanbook (空色の風琴 ファーストファンブック?, Sorairo no fūkin - Fāsuto Fanbukku), Softbank Publishing, 25 ottobre 2002, ISBN 4-7973-2211-X.
- Sorairo no Organ - REMIX - Visual guidebook (空色の風琴 Remix ビジュアル・ガイドブック?, Sorairo no fūkin - Remix. Bijuaru gaidobukku), ISBN 4-86176-202-2.